# 死亡之吻
《死亡之吻》（英語：Kiss of Death）是一部1995年美國犯罪驚悚片，由巴貝特·舒瑞德執導，理查·布萊斯編寫劇本，大衛·卡羅素、山繆·傑克森與尼可拉斯·凱吉主演。劇情講述一名改過自新的罪犯在一名易怒警探的幫助下進行臥底，以誘捕一名精神病暴徒。電影翻拍自1947年電影《死吻》，1995年4月21日在美國上映，兩者皆由二十世紀福斯發行。
《死亡之吻》在外界口碑褒貶不一，凱吉表現受讚。卡羅素藉此片及《桃色陷阱》提名金酸莓獎最差新人，最終不敵《艳舞女郎》的伊莉莎白·柏克莉。

## 演員
- 大衛·卡羅素飾演吉米·吉爾馬丁
- 山繆·傑克森飾演卡爾文·哈特警探
- 尼可拉斯·凱吉飾演朱尼爾·「小夥子」·布朗
- 海倫·杭特飾演貝芙莉·「貝芙」·吉爾馬丁
- 文·雷姆斯飾演FBI探員歐瑪
- 史丹利·圖奇飾演地區檢察官法蘭克·齊奧利
- 凱薩琳·艾貝飾演羅西·達米科-吉爾馬丁
- 菲利普·貝克·霍爾飾演朱尼爾·「大夥子」·布朗
- 邁克·拉帕波特飾演羅尼·甘農
- 凱文·考利甘飾演出售偷來無限的小子
- 安妮·米拉飾演貝芙之母

## 外部連結
- 互联网电影数据库（IMDb）上《死亡之吻》的资料（英文）
- AllMovie上《死亡之吻》的资料（英文）
- TCM电影资料库上《死亡之吻》的资料（英文）
- 美国电影学会目录上的《死亡之吻》（英文）
- 爛番茄上《死亡之吻》的資料（英文）
- Box Office Mojo上《死亡之吻》的資料（英文）